# Hitachi Rail Italy Driverless Metro
Hitachi Rail Italy Driverless Metro — клас безпілотних електропотягів та системи сигналізації.
Виробник Hitachi Rail Italy (раніше AnsaldoBreda) і Hitachi Rail STS (попередня назва Ansaldo STS) в Італії, використовується або буде використовуватися в метро Копенгагена, Університет принцеси Нори бінт Абдель Рахман, метрополітен Брешії, Салонікський метрополітен, лінія 5 і лінія 4 Міланського метро, лінія C Римського метро, система Honolulu Skyline і жовта лінія метро Тайбея.
Першою мережею, в якій використовувався цей клас безпілотних електричних мотрис, було Копенгагенське метро, яке відкрито у 2002 році.
Рухомий склад складається з двох

— шести зчленованих вагонів, які працюють на стандартній колії.
Кожен вагон має вихідну потужність 210 або 256 кіловат (282 або 343 к.с.), що живиться від третьої рейки 750 В постійного струму (за винятком Риму, де є повітряна лінія постійного струму 1500 В).
Мережі повністю автоматизовані, складаються з автоматичного захисту поїздів, автоматичного керування поїздами та автоматичного спостереження за поїздами.

## Рухомий склад

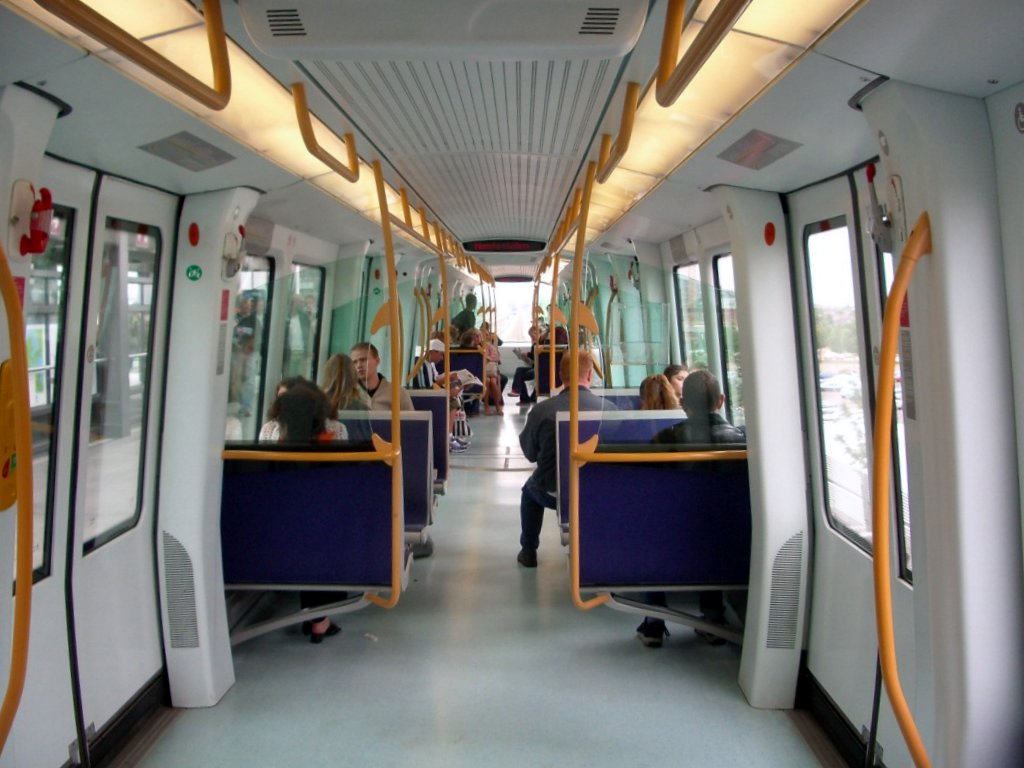
Інтер'єр вагона Копенгагенського метро

У рухомому складі використовуються уніфіковані кузови вагонів, зчленовані між собою.
Кількість вагонів різна в різних мережах, де вони використовуються.
Потяги, що використовуються в мережі університету принцеси Нори бінт Абдул Рахман, мають 2 вагони.
В інших мережах потяги мають від трьох до шести вагонів, і відповідно довжину 39 — 109 м, ширину 2,65 м, за винятком потягів Римського метро, де ширина — 2,85 м, а вагони Honolulu Skyline мають ширину 3048 мм.
Висота вагона 3,4 — 3,85 м.
Кожен вагон має з кожного боку двоє дверей, які є 1,3 м завширшки та 1,945 м заввишки.

Вагони розроблені Giugiaro Design.

Поїзди з трьох і чотирьох вагонів мають шість трифазних асинхронних двигуни на потяг, причому кожен двигун видає вихідну потужність 105 і 128 кВт (141 і 172 к.с.), даючи кожному потягу вихідну потужність 630 або 764 кВт (845 або 1025 к.с.).
У кожному вагоні два двигуни живляться від власного біполярного транзистора з ізольованим затвором.
У більшості випадків потяги живляться від третьої рейки нижнього контакту напругою 750 В, хоча в Гонолулу використовується така ж напруга, але третя рейка замість верхнього контакту, тоді як у Римі використовуються дроти повітряної мережі напругою 1500 В.
Максимальна швидкість поїздів становить від 80 до 105 км/год, а здатність прискорення та уповільнення становить 1,3 м/с².
Потяги повністю сумісні з дверима на платформах, які є на всіх станціях у Брешії, Римі та Мілані, Копенгагені, Гонолулу та Салоніках.

| Мережа       | Класифікація  | Лінія          | Дата відкриття | Кіл-сть потягів | Вагони | Довжина | Довжина | Ширина | Ширина | Потужність | Потужність | Швидкість | Швидкість |
| ------------ | ------------- | -------------- | -------------- | --------------- | ------ | ------- | ------- | ------ | ------ | ---------- | ---------- | --------- | --------- |
| Брешія       | Series 100    | —              | 2013           | 18              | 3      | 39      | 128     | 2,65   | 8,7    | 630        | 840        | 80        | 50        |
| Копенгаген   | A/B 01-34     | M1 та M2       | 2002           | 34              | 3      | 39      | 128     | 2,65   | 8,7    | 630        | 840        | 90        | 56        |
| Копенгаген   |               | M3 та M4       | 2019           | 30              | 3      | 39      | 128     | 2,65   | 8,7    | 630        | 840        | 90        | 56        |
| Гонолулу     |               | Skyline        | 2023           | 20              | 4      | 78,2    | 257     | 3,05   | 10,0   | —          | —          | 105       | 65        |
| Мілан        | Series 4400   | Лінія 4        | 2022           | 47              | 4      | 50,9    | 167     | 2,65   | 8,7    | 630        | 840        | 80        | 50        |
| Мілан        | Series 5500   | Лінія 5        | 2013           | 21              | 4      | 50,5    | 166     | 2,65   | 8,7    | 630        | 840        | 80        | 50        |
| Рим          | Series MC V00 | Лінія C        | 2014           | 30              | 6      | 109,4   | 359     | 2,85   | 9,4    | —          | —          | 90        | 56        |
| Новий Тайбей | EMU101        | Кільцева лінія | 2020           | 17              | 4      | 68,43   | 224,5   | 2,65   | 8,7    | 1 632      | 2 189      | 80        | 50        |
| Новий Тайбей |               | Блакитна лінія | 2025           | 29              | 2      | —       | —       | —      | —      | —          | —          | —         | —         |
| Салоніки     |               | —              | 2023           | 33              | 4      | 51      | 167     | 2,65   | 8,7    | 764        | 1 025      | 90        | 56        |